# Lista de estações do VLT da Baixada Santista
Esta é uma lista que inclui todas as estações em funcionamento do VLT da Baixada Santista.

## Estações
| Nome                     | Inauguração             | Localização | Posição    | Latitude      | Longitude     |
| ------------------------ | ----------------------- | ----------- | ---------- | ------------- | ------------- |
| Barreiros                | 31 de janeiro de 2017   | São Vicente | Superfície | 23° 57' 38" S | 46° 24' 33" O |
| Mascarenhas de Moraes    | 6 de junho de 2014      | São Vicente | Superfície | 23° 57' 41" S | 46° 23' 53" O |
| São Vicente              | 6 de junho de 2014      | São Vicente | Superfície | 23° 57' 45" N | 46° 23' 15" O |
| Antônio Emmerich         | 6 de junho de 2014      | São Vicente | Superfície | 23° 57' 52" S | 46° 22' 50" O |
| Nossa Senhora das Graças | 6 de junho de 2014      | São Vicente | Superfície | 23° 57' 58" S | 46° 22' 34" O |
| José Monteiro            | 6 de junho de 2014      | São Vicente | Superfície | 23° 58' 05" S | 46° 22' 15" O |
| Itararé                  | 23 de junho de 2015     | São Vicente | Superfície | 23° 58' 06" S | 46° 21' 44" O |
| João Ribeiro             | 23 de junho de 2015     | São Vicente | Superfície | 23° 58' 02" S | 46° 21' 28" O |
| Nossa Senhora de Lourdes | 23 de junho de 2015     | Santos      | Superfície | 23° 57' 55" S | 46° 21' 08" O |
| Pinheiro Machado         | 23 de junho de 2015     | Santos      | Superfície | 23° 57' 47" S | 46° 20' 45" O |
| Bernardino de Campos     | 27 de abril de 2016     | Santos      | Superfície | 23° 57' 41" S | 46° 20' 20" O |
| Ana Costa                | 31 de janeiro de 2017   | Santos      | Superfície | 23° 57' 34" S | 46° 19' 59" O |
| Washington Luís          | 31 de janeiro de 2017   | Santos      | Superfície | 23° 57' 27" S | 46° 19' 41" O |
| Conselheiro Nébias       | 14 de fevereiro de 2017 | Santos      | Superfície | 23° 57' 27" S | 46° 19' 25" O |
| Porto                    | 31 de janeiro de 2017   | Santos      | Superfície | 23° 57' 25" S | 46° 18' 48" O |